# Nhu Phúc Đế cơ
Nhu Phúc đế cơ Triệu Hoàn Hoàn (chữ Hán: 柔福帝姬赵嬛嬛,  1111 - 1142?), là con gái của Tống Huy Tông Triệu Cát.

## Cuộc đời
Công chúa sinh vào năm 1111, là đứa con thứ năm của Ý Túc Quý phi Quách thị. Công chúa là em gái sinh đôi của Thuận Đức đế cơ Triệu Anh Lạc, em gái của Vận vương Triệu Khải, Sân vương Triệu Thực và Trần quốc công Triệu Ky (趙機), chị của Ninh Phúc đế cơ Triệu Xuyên Châu và Lệnh Phúc đế cơ Triệu Kim Ấn.  Nhan sắc từ nhỏ đã diễm lệ, nếu so sánh với con gái của Tống Huy Tông, thì có lẽ chỉ thua hoàng tỷ Mậu Đức đế cơ Triệu Phúc Kim (茂德帝姬) Triệu Phúc Kim (1106 - 1128).
Mùa xuân năm Tĩnh Khang thứ hai (1127) thời Tống Khâm Tông, quân Kim phá được Biện Kinh. Tống Huy Tông và Tống Khâm Tông cùng toàn bộ tông thất, phi tần bị bắt hết lên miền bắc, công chúa cũng bị bắt theo, đến sống ở đất Kim vào hầu Kim Thái Tông, sau đưa về làm vợ Cái Thiên đại vương Hoàn Nhan Tông Hiền, sau đó thì không rõ tung tích.
Vào năm 1130, có một người xưng là Đế cơ chạy trốn về nam, các thái giám và cung nữ thấy người này rất giống đế cơ, nhưng khác là có bàn chân to (trong khi Nhu Phúc có chân nhỏ do bó chân), người này giải thích là vì đi đường gian khổ nên chân to ra. Cao Tông thương tình khổ sở lâu ngày nên rất hậu đãi, vẫn phong là đế cơ. Năm 1142, Vi thái hậu được trở về nước,nói Nhu Phúc đế cơ đã bệnh mất ở Kim và Nhu Phúc này là giả, kết quả Cao Tông giết chết Nhu Phúc.
Tác phẩm Tùy Viên tùy bút và Thiết phẫn tục lục cho rằng đế cơ này là thật, vì những lời đồn thổi dân gian cho rằng Vi thái hậu trước đó đã cùng đế cơ kết hôn với Hoàn Nhan Tông Hiền, nên lúc về nước bà sợ sự việc bị lộ bèn giết đế cơ mà diệt khẩu. Tuy nhiên, lập luận này khó có thể xảy ra, vì các ghi chép từ nhân chứng cho thấy rõ Vi thái hậu đã cùng Tống Huy Tông bị đày tới Ngũ Quốc Thành, nên không thể có chuyện bà kết hôn với Hoàn Nhan Tông Hiền, và cũng rất khó có chuyện Nhu Phúc đế cơ (thật) có thể thoát khỏi sự canh giữ cẩn mật của quân Kim để chạy thoát về phương Nam.